# Iso-Made
Iso-Made eller Iso Madesjärvi är en sjö i Finland. Den ligger i kommunen Kankaanpää i landskapet Satakunta, i den sydvästra delen av landet, 220 km nordväst om huvudstaden Helsingfors. Iso-Made ligger 89,9 meter över havet. Arean är 58,9 hektar och strandlinjen är 8,84 kilometer lång. Sjön  ingår i Karvia å huvudavrinningsområde.   I omgivningarna runt Iso-Made växer i huvudsak barrskog.